# Tuluweckelia cernua
Tuluweckelia cernua is een vlokreeftensoort uit de familie van de Hadziidae. De wetenschappelijke naam van de soort is voor het eerst geldig gepubliceerd in 1990 door Holsinger.